# 24032 Емімакарті
24032 Емімакарті (1999 RO212, 1981 UE7, 1986 YE1, 24032 Aimeemcarthy) — астероїд головного поясу, відкритий 8 вересня 1999 року.
Тіссеранів параметр щодо Юпітера — 3,322.